# Caenia amplicornis
Caenia amplicornis es una especie de escarabajo de alas de red perteneciente a la familia Lycidae. Se encuentra distribuido en América del Norte . 